# Kazi
Kazi (kinesiska: 卡孜, 卡孜乡) är en socken i Kina. Den ligger i den autonoma regionen Tibet, i den sydvästra delen av landet, omkring 28 kilometer norr om regionhuvudstaden Lhasa. Kazi ligger vid sjön Karzê Quzoi.
Genomsnittlig årsnederbörd är 847 millimeter. Den regnigaste månaden är juli, med i genomsnitt 258 mm nederbörd, och den torraste är december, med 2 mm nederbörd.